# Seznam ameriških plesalcev
Seznam ameriških plesalcev.

## A
- Paula Abdul (1962)
- Colonel Abrams (1949-2016)
- Alvin Ailey (1931-1989)
- Robert Alton (1902-1957)
- Gerald Arpino (1923-2008)
- Adele Astaire (1896-1981)
- Fred Astaire (1899-1987)

## B
- George Balanchine (1904-1983)
- Nathan Barnatt (1981)
- Mikhail Baryshnikov (1948)
- Trisha Brown (1936-2017)
- John Butler (1918-1993)

## C
- Marge Champion (1919-2020)
- Cyd Charisse (1922-2008)
- Merce Cunningham (1919-2009)

## D
- Sammy Davis mlajši (1925-1990)
- Ruth St. Denis (1879-1968)
- Jason Derulo (1989)
- Tony Dovolani (1973)
- Isadora Duncan (1877-1927)
- Dick van Dyke (1925)

## E
- Taina Elg (1930)

## F
- Loie Fuller (1862-1928)

## G
- Alexander Godunov (1949-1995)
- Martha Graham (1894-1991)
- José Greco (1918-2000)

## H
- Erick Hawkins (1909-1994)
- Melissa Hayden (1923-2006)
- Gregory Hines (1946-2003)
- Maurice Hines (1943-2023)
- Hanya Holm (1893-1992)
- Lena Horne (1917-2010)
- Doris Humphrey (1895-1958)

## K
- Gene Kelly (1912-1996)
- Allegra Kent (1937)
- Jaana Kunitz (1972)

## M
- AJ McLean (1978)
- Allyn Ann McLerie (1926-2018)

## N
- John Neumeier (1939)
- Alwin Nikolais (1912-1993)

## O
- Donald O'Connor (1925-2003)
- Donny Osmond (1957)

## P
- Ruth Page (1899-1991)

## R
- Kelly Ripa (1971)
- Bill Robinson (1878-1949)
- Jerome Robbins (1918-1998)

## S
- Zoe Saldana (1978)
- Tura Satana (1938-2011)
- Adam Sevani (1992)
- Ted Shawn (1891-1972)
- Anna Sokolow (1910-2000)
- Patrick Swayze (1952-2009)

## T
- Maria Tallchief (1925-2013)
- Paul Taylor (1930-2018)
- Glenn Tetley (1926-2007)
- Twyla Tharp (1941)
- Tamara Toumanova (1919-1996)
- Gus Trikonis (1937)

## V
- Doug Varone (1956)

## W
- Christopher Walken (1943)
- Cindy Walker (1918-2006)
- Charles Weidman (1901-1975)